# Jon Toogood
 (septembre 2018).
Si vous disposez d'ouvrages ou d'articles de référence ou si vous connaissez des sites web de qualité traitant du thème abordé ici, merci de compléter l'article en donnant les références utiles à sa vérifiabilité et en les liant à la section « Notes et références ».
Jonathan Charles Toogood, (né à Wellington en Nouvelle-Zélande le 9 août, 1971), est un membre du groupe rock néo-zélandais Shihad. Il en est le compositeur, chanteur principal et guitariste de rythme.
Il a formé le groupe en 1998 avec Tom Larkin, aussi originaire de Wellington. Toogood et Larkin se sont rencontrés en tant que fans adolescents du groupe AC/DC.
Il a été annoncé, en date du mois de mai 2009, qui Jon allait recevoir du financement pour son premier album solo (du label de Shihad, Warner Australie, et un don de NZ On Air).